# Isodromus
Isodromus is een geslacht van vliesvleugeligen uit de familie Encyrtidae. De wetenschappelijke naam van dit geslacht is voor het eerst geldig gepubliceerd in 1887 door Howard.

## Soorten
Het geslacht Isodromus omvat de volgende soorten:
- Isodromus atriventris Ashmead, 1900
- Isodromus axillaris Timberlake, 1919
- Isodromus collimaculatus Xu & Lotfalizadeh, 2000
- Isodromus ebronus Noyes, 2010
- Isodromus flaviceps (Dalman, 1820)
- Isodromus flaviscutum Hoffer & Trjapitzin, 1978
- Isodromus hemiphaeus Tan & Chen, 2000
- Isodromus iceryae Howard, 1887
- Isodromus idris Noyes, 2010
- Isodromus kerzhneri Sharkov, 1984
- Isodromus libinas Noyes, 2010
- Isodromus limosus Hoffer, 1969
- Isodromus longiscapus Li & Xu, 1997
- Isodromus luceres Noyes, 2010
- Isodromus luppovae Trjapitzin, 1969
- Isodromus montanus Slosson, 1895
- Isodromus niger Ashmead, 1900
- Isodromus puncticeps (Howard, 1885)
- Isodromus stagira Noyes, 2010
- Isodromus timberlakei Annecke, 1963
- Isodromus ustianae Hoffer & Trjapitzin, 1967
- Isodromus uwajimensis Tachikawa, 1963
- Isodromus vinulus (Dalman, 1820)
- Isodromus zhaoi Li & Xu, 1997